# Ischnura rufovittata
Ischnura rufovittata – gatunek ważki z rodziny łątkowatych (Coenagrionidae). Występuje na terenie Ameryki Południowej.